# Ozyptila inglesi
Ozyptila inglesi là một loài nhện trong họ Thomisidae.
Loài này thuộc chi Ozyptila. Ozyptila inglesi được miêu tả năm 1965 bởi Schick.